# Aldwych tunnelbanestation

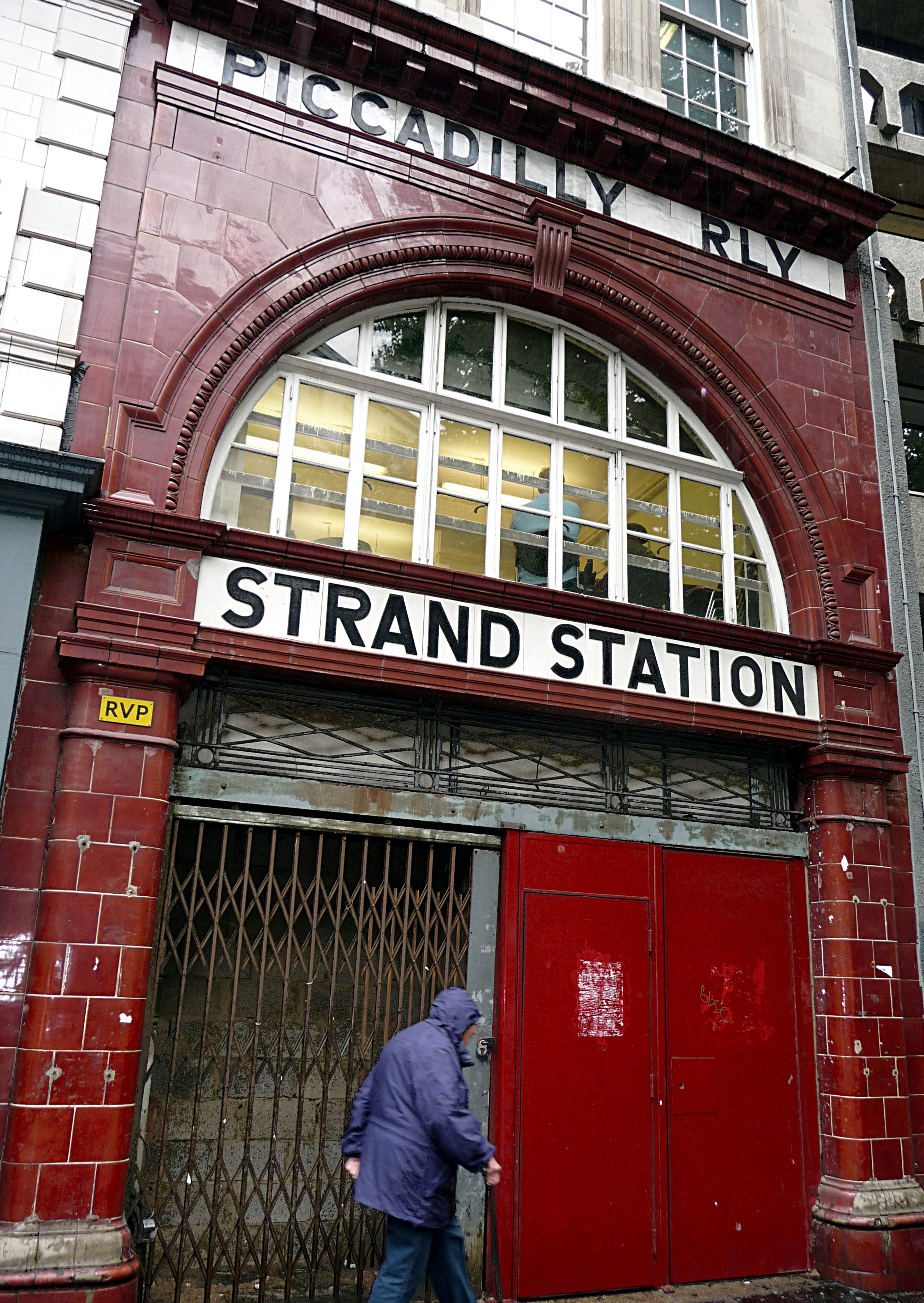
Den nedlagda stationen

Aldwychs tunnelbanestation är en numera nedlagd tunnelbanestation i Londons tunnelbana. Den är även känd som The Strand Station i och med att den ligger längsmed den kända gatan Strand i centrala London. Aldwychs tunnelbanestation var en av de många tunnelbanestationer där man tog skydd under bombningarna av London under Blitzen. Orsaken till att stationen är såpass känd idag är att många filmbolag använder sig av det avspärrade området för att bygga upp en naturtrogen tunnelbanestation när de spelar in sina storfilmer. Några filmer som spelats in på stationen är Harry Potter och Fenixorden, Försoning, The Bourne Ultimatum, V för Vendetta, 28 veckor senare, Bridget Jones dagbok och många fler. För de riktigt inbitna Narnia-entusiasterna minns man kanske scenen ur filmen Berättelsen om Narnia: Prins Caspian där barnen Pevensie väntar på tunnelbanestationen och ett tåg passerar förbi i full fart och när det har passerat står de mitt i Narnia.